# Александр (фильм)
«Александр» (англ. Alexander) — исторический фильм режиссёра Оливера Стоуна о жизни и смерти полководца Александра Македонского 2004 года. Картина, снятая за рекордный для Стоуна бюджет (150 млн долларов), провалилась в американском прокате, получив негативные отзывы как критиков, так и зрителей. Сборы «Александра» в США составили 34 млн долларов. Фильм провалился в прокате, собрав в мировом прокате чуть более 167 млн долларов при производственном бюджете 155 млн долларов.
Слоган фильма: «Судьба благоволит храбрым». Историческим консультантом выступил Робин Лейн Фокс.

## Сюжет
История Александра рассказывается престарелым Птолемеем Лагом, который некогда был его соратником и стал царём эллинистического Египта, и концентрируется прежде всего на завоевании Александром Персии и Индии. События происходят на фоне личной жизни великого полководца. Ставший в 20 лет царём Македонии, Александр за 12 лет царствования завоевал бо́льшую часть известного в то время цивилизованного мира. Режиссёр пытается осмыслить такой блестящий успех и судьбу Александра, которым восхищались, как богом.
В фильме довольно подробно, хотя и не с исторической точностью, показаны два сражения: битва при Гавгамелах с персидским царём Дарием III Кодоманом и на реке Гидасп с индийским царём Пором.
В начале фильма Птолемей рассказывает про родителей Александра Великого — царя Македонии Филиппа II и его жену Олимпиаду Эпирскую и их совместную неудачную жизнь. Показано, как Александр учился у философа Аристотеля, укрощал Буцефала, ссорился на пиру со своим отцом. В итоге Филипп II погибает на празднестве от руки телохранителя — любовника Павсания, Александр становится царём Македонии, а Олимпиада, на которую пало подозрение в убийстве, чинит расправу над новоиспечённой женой царя Филиппа Клеопатрой и её ребёнком.
Олимпиада делит власть со старым военачальником Антипатром — отцом молодого военного Кассандра, а Александр отправляется в поход на Восток, в ходе которого наносит решающее поражение персам при Гавгамелах, а заодно и захватывает Вавилон. Молодой и непобедимый царь провозглашает Вавилон столицей своей новой империи и тут же даёт гарантии безопасности дочери Дария Кодомана Статире, что знаменует начало восточного курса политики царя. Александр вскоре хоронит найденное им тело убитого сатрапом-предателем Бессом Дария, вторгается в Бактрию и Согдиану и там на пиру видит княжну Роксану среди танцовщиц. Он намеревается жениться на Роксане, но это вызывает противодействие со стороны военачальников, причём Кассандр вступает в конфликт с царём.
Несмотря на это, Александр женится на Роксане, причём сама княжна первоначально не хотела консумировать брак, а заодно и попыталась убить царя кинжалом. Вскоре Александр устраивает репрессии против боевых товарищей — Пармениона и его сына Филоты, причём Филоту казнят после формального суда, а Парменион погибает от руки Антигона Циклопа — царского военачальника. После этого непобедимый царь преодолевает горы Гиндукуша и ведёт армию в долину реки Инд, однако его ждёт тяжёлая утрата. На пиру Александр убивает во время ссоры своего соратника и друга Клита Чёрного, более того, он делает своим фаворитом перса Багоя, которого Александр заметил ещё в Вавилоне. Армия, особенно ветераны, ропщут и между собой ведут разговоры о возвращении домой. Александр, пользуясь своим красноречием, гасит волну недовольства. Вскоре македонская армия одерживает победу в тяжёлом сражении с индийским царём Пором, в ходе которого Александр получает ранение, а его конь Буцефал погибает. В итоге македонский царь, поняв все трудности своей армии во время долгого и изнурительного похода, возвращается в Вавилон. Там от болезни умирает близкий друг царя Гефестион, а вскоре умирает и сам Александр. В то же время Олимпиада видит знамение — орёл, несущий змею, внезапно падает замертво — и начинает кричать, почувствовав, что её сын мёртв.
В конце фильма Птолемей завершает рассказ тем, что рассказывает своему секретарю о судьбе семьи Александра и его империи.

## В ролях
| Актёр               | Роль              |
| ------------------- | ----------------- |
| Колин Фаррелл       | Александр         |
| Анджелина Джоли     | Олимпиада         |
| Вэл Килмер          | Филипп II         |
| Джаред Лето         | Гефестион         |
| Джозеф Морган       | Филота            |
| Ник Даннинг         | Аттал             |
| Эллиот Коуэн        | Птолемей          |
| Энтони Хопкинс      | пожилой Птолемей  |
| Джонатан Рис-Майерс | Кассандр          |
| Розарио Доусон      | Роксана           |
| Аннелиз Эсм         | Статира           |
| Кристофер Пламмер   | Аристотель        |
| Гэри Стретч         | Клит              |
| Коннор Паоло        | молодой Александр |
| Тоби Кеббелл        | Павсаний          |
| Раз Деган           | Дарий III         |
| Рори Макканн        | Кратер            |
| Франциско Бош       | Багой             |
| Нил Джексон         | Пердикка          |
| Джон Кавана         | Парменион         |
| Тим Пиготт-Смит     | чтец Омен         |
| Брайан Блессид      | тренер в палестре |

## Версии фильма
Премьера фильма состоялась в США 16 ноября 2004 года. Первоначальная версия фильма длилась 175 минут. В выпущенной в следующем году режиссёрской версии было добавлено 18 и вырезано 9 минут. Alexander Revisited: The Final Cut, вышедший в 2007 на носителях, длился 214 минут. 3 июля 2013 года на международном кинофестивале в Карловых Варах был представлен Alexander — The Ultimate Cut длительностью 206 минут. Этот вариант вышел через год на Blu-ray под названием Alexander the Ultimate Cut (Tenth Anniversary Edition).

## Номинации
«Золотая малина» 2005
- Номинации (6)
  - «Худший фильм»
  - «Худшая мужская роль» (Колин Фаррелл)
  - «Худшая женская роль» (Анджелина Джоли)
  - «Худшая мужская роль второго плана» (Вэл Килмер)
  - «Худший режиссёр» (Оливер Стоун)
  - «Худший сценарий»

«Сатурн» 2005
- Номинация (1)
  - «Лучшее специальное Blu-Ray/DVD-издание»